# RhB Ge 6/6 I sorozat
Az RhB Ge 6/6 az RhB svájci magán vasúttársaság egyik 1000 mm-es nyomtávú villamosmozdonya.

## Története
A mozdonysorozatot 1921 és 1929 között gyártották. Selejtezése 1975-ben kezdődött.

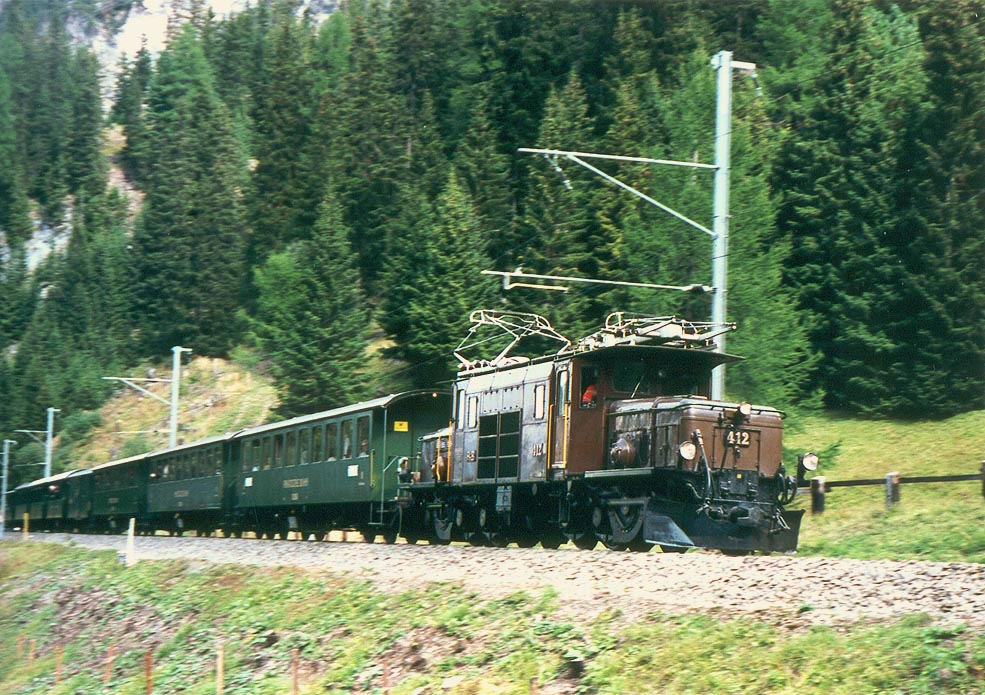

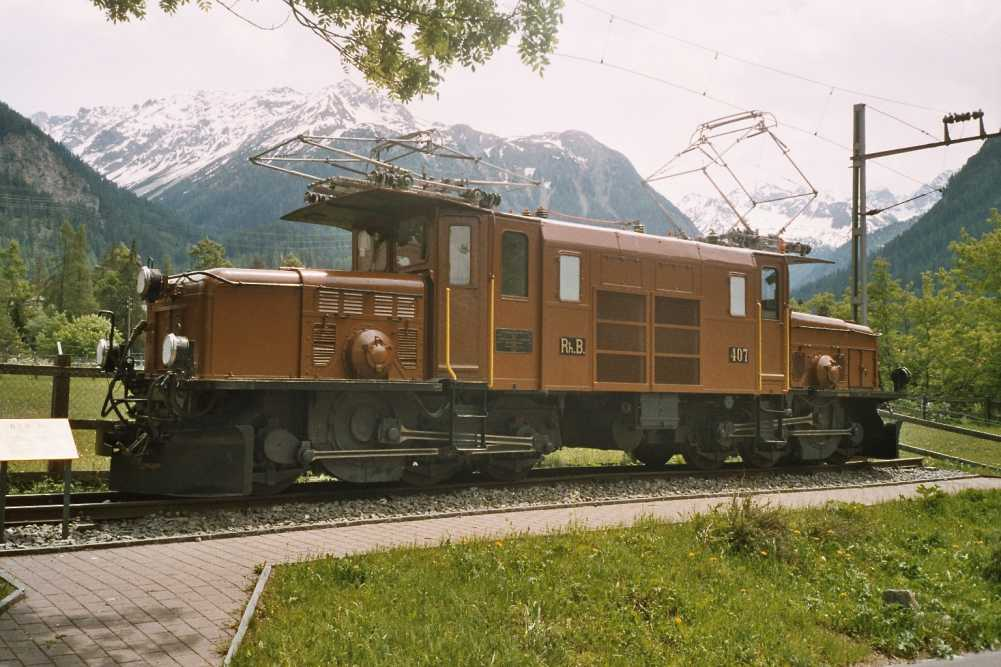